# Olympiaturm

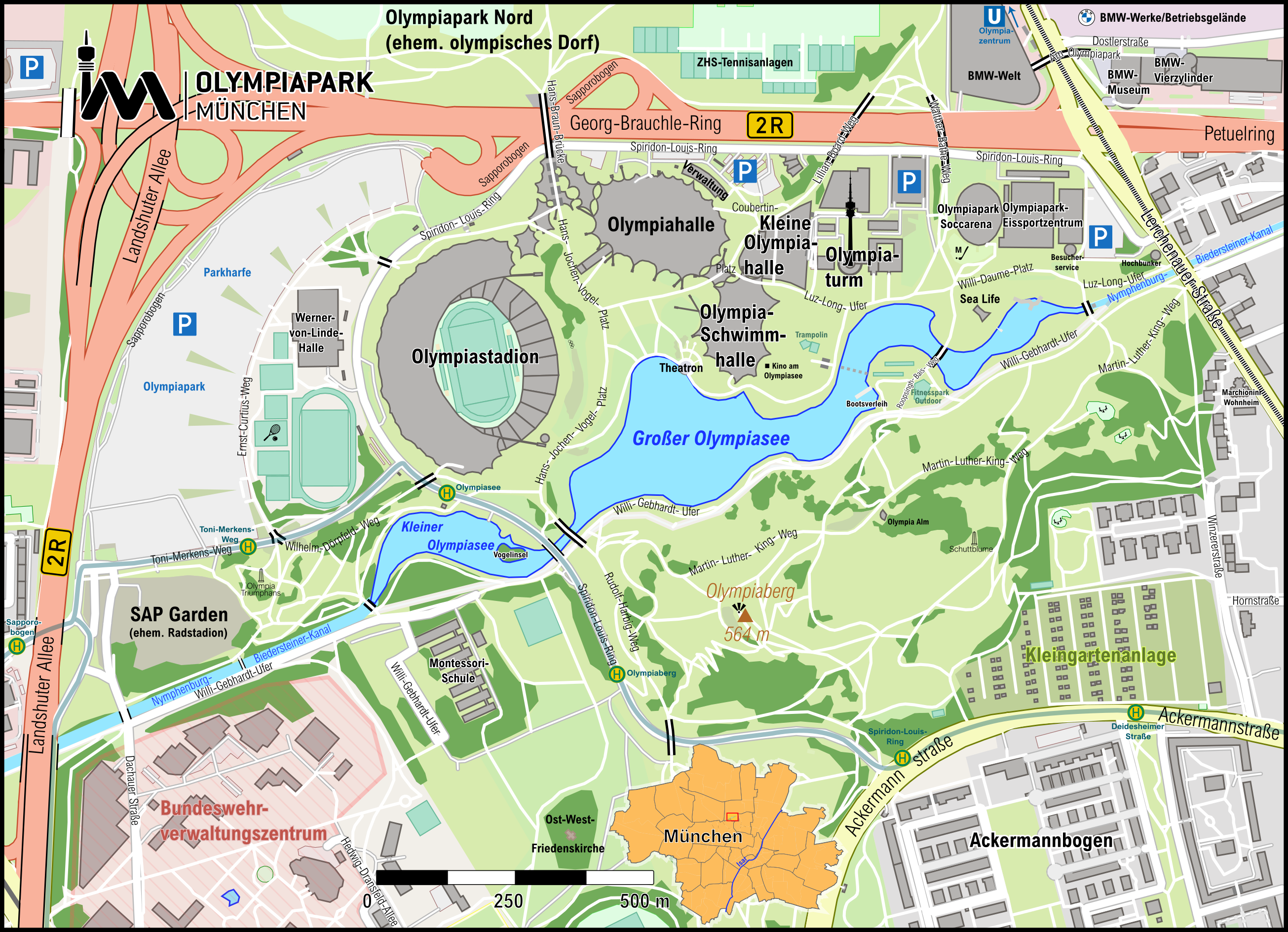
Lage des Olympiaturms im Olympiapark und in München

Der Olympiaturm ist ein Fernsehturm in München und eines der Wahrzeichen der Landeshauptstadt und des namensgebenden Olympiaparks, in dessen östlichen Teil er steht. Mit 291 Metern ist er nach dem Nürnberger Fernsehturm Bayerns zweithöchstes Bauwerk. Er wurde Ende der 1960er Jahre erbaut und dient Besuchern als Aussichtsturm. Darüber hinaus beherbergt der Olympiaturm ein Turmrestaurant. Bis Mai 2024 hatte der Turm seit der Eröffnung 1968 rund 45 Millionen Besucher.
Seit dem 1. Juni 2024 ist der Olympiaturm wegen Sanierungsarbeiten bis voraussichtlich 2026 für Besucher geschlossen. Neben der Brandschutzanlage werden auch beide Personenaufzüge ersetzt.

## Geschichte

### Vorgeschichte und Planung
Für die sendetechnische Versorgung Münchens wurde 1957 von der Deutschen Post an der Blutenburgstraße ein 50 Meter hoher Antennenträger, der Fernmeldeturm der Oberpostdirektion München, errichtet, der später um 50 Meter erhöht wurde. Der fortschreitende Ausbau des Fernmeldenetzes in München sowie die verbesserungswürdige Sendeleistung der Rundfunk- und Fernsehprogramme machten den Bau eines Fernmeldeturmes notwendig. Daher entschied man, einen Turm zu errichten, der den gestiegenen Anforderungen gerecht werden sollte. Zu Beginn der Überlegungen stand schon fest, den Fernsehturm auch für die Öffentlichkeit über eine Besucherplattform zugänglich zu machen.
Der Olympiaturm ist neben dem Olympia-Eissportzentrum das zweite vorolympische Gebäude im Olympiapark. Als Standort wurde das Oberwiesenfeld ausgewählt, da die Nähe zum Zentrum gut war. Am 29. Januar 1964 beschloss der Stadtrat von München mit der Deutschen Bundespost, den Fernmeldeturm zu errichten. Zu diesem Zweck wurde die Münchner Sportpark GmbH als Bauträgergesellschaft gegründet. Zu diesem Zeitpunkt stand noch nicht fest, dass die XX. Olympischen Sommerspiele in München stattfinden werden, die Entscheidung wurde erst am 26. April 1966 getroffen.
Die Deutsche Bundespost als Bauträgerin und die Landeshauptstadt München konnten sich nicht auf ein Konzept der Turmgestaltung einigen; daher wurden zwei Turmkörbe vorgesehen: Die untere Kanzel trägt Fernmeldeeinrichtungen, die obere beherbergt die Aussichtsplattform und das Drehrestaurant mit 230 Plätzen in 181 Metern Höhe.

### Bau
Nach den Grundierungsarbeiten ab dem 1. Juni 1965 erfolgte am 10. August im Beisein des damaligen Bundespostministers Richard Stücklen, des Oberbürgermeisters Hans-Jochen Vogel und des zweiten Bürgermeisters Georg Brauchle die Grundsteinlegung. In den Grundstein wurde eine Zeitkapsel mit Münzen, Zeitungen und einer Urkunde eingemauert. Sie schließt mit den Worten:

„Möge dieses große technische Werk, der höchste Turm Deutschlands, gleichzeitig höchster Stahlbetonturm Mitteleuropas, ein neuer Blickpunkt in der Stadtsilhouette, vor Zerstörung durch die Natur oder menschliche Gewalt verschont bleiben, in einem Zeitalter, in dem der Mensch sich anschickt, immer mehr in das All vorzudringen und andere Planeten zu erforschen und zu erobern.“

Nach den Arbeiten am Fundament wuchs der Turmschaft mit einer Geschwindigkeit von täglich zwei Metern und erreichte im Dezember 1965 bereits die Höhe von 151 Metern, so dass die Träger der Postkanzel eingebracht werden konnten. Die gesamte Bauzeit von 533 Tagen verlief unfallfrei. Die Bauausführung oblag der 1882 gegründeten und seit 1996 insolventen Baufirma Alfred Kunz GmbH & Co, die auch den Tunnel der Zugspitzbahn erbaut hatte.
Nachdem am 26. April 1966 das Internationale Olympische Komitee die Olympischen Sommerspiele 1972 nach München vergeben hatte, wurde der bereits in Bau befindliche Turm nachträglich in das Konzept der „Olympischen Spiele im Grünen“ integriert und zum Wahrzeichen des Olympiaparks gewählt. Technikoptimismus und Pressefreiheit sollen durch den Turm symbolisiert werden, was das Konzept der an den Idealen der Demokratie orientierten Spiele unterstreichen soll. Mit der Inbetriebnahme wurde der Fernmeldeturm der Oberpostdirektion München als Grundnetzsender abgelöst. Einige seiner Richtfunkeinrichtungen wurden zu den Olympischen Spielen am Olympiaturm installiert, um Fernseh- und Fernsprechverbindungen in Richtung Frankfurt, Nürnberg, Salzburg und für Italien zur Zugspitze herzustellen.
Am 12. Mai 1967 war in 248 Metern Höhe die maximale Turmhöhe des Stahlbetonteils erreicht, und es wurde das Richtfest begangen.

### Seit Eröffnung

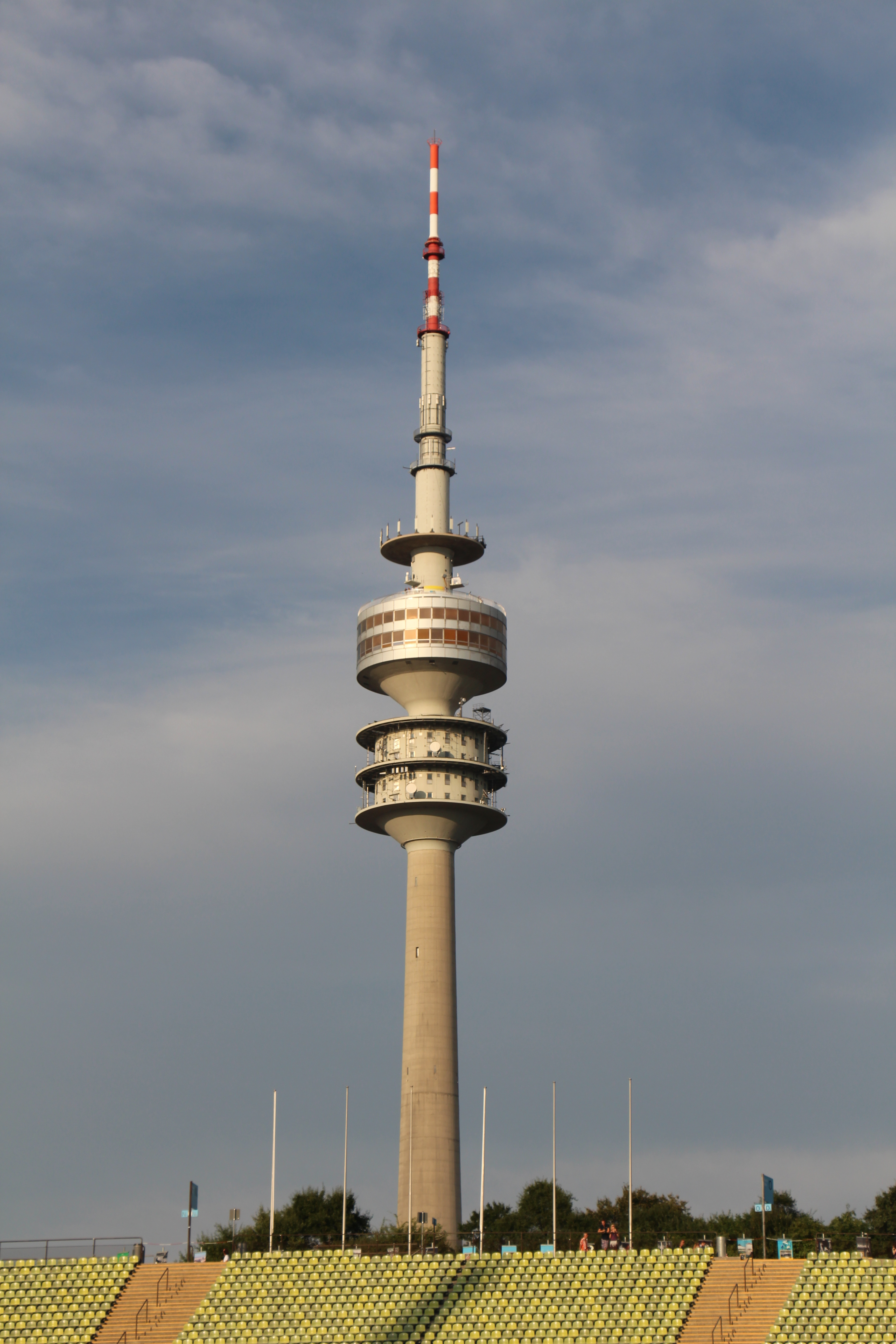
Olympiaturm aus dem Olympiastadion

Am 22. Februar 1968 wurde der Olympiaturm mit der Inbetriebnahme des Drehrestaurants feierlich eröffnet. Seine gesamten Baukosten betrugen 22 Millionen Deutsche Mark, an denen sich die Deutsche Bundespost anteilig beteiligte. Ihr wurde ein Dauernutzungsrecht eingeräumt und sie war für die Aufwendungen am Unterhalt und des Betriebs zuständig. Er war zum Zeitpunkt seiner Fertigstellung der höchste Fernsehturm der Bundesrepublik sowie Deutschlands und nach dem Moskauer Fernsehturm Ostankino und dem im Folgejahr fertiggestellten Berliner Fernsehturm der dritthöchste aus Stahlbeton weltweit.
Der Turm diente vor allem für die sendetechnische Erschließung des Großraums München mit dem zweiten und dritten Fernsehprogramm. Die Sender dafür wurden von der Bundespost im April und Mai 1968 in Betrieb genommen. Damit kam dem Münchner Fernsehturm die besondere Bedeutung zuteil, ein Sternpunkt im Fernsehleitungsnetz zu werden. Mit einem speziellen Acht-Tuben-Kabel war die Postkanzel des Turms überdies mit dem Fernsehstudio Freimann des Bayerischen Rundfunks verbunden. Seine volle Funktion als Knotenpunkt des Richtfunknetzes im süddeutschen Raum übernahm er Anfang 1970. Während der Olympischen Sommerspiele 1972 wurden vom Olympiaturm alle sportlichen Ereignisse weltweit übertragen.
Anfang 1969 eröffnete im Erdgeschoss in der Fußumbauung ein Wienerwald-Restaurant mit Blick auf den Olympiasee. Im sogenannten Atrium-Gebäude konnten bis zu 240 Gäste bewirtet werden und mit der angrenzenden Terrasse standen weitere 300 Plätze zur Verfügung. Ebenfalls zur Wienerwald-Kette gehörten die Cafeteria im Aussichtskorb und das Turmrestaurant auf 181 Metern Höhe, das vom Gastronom Friedrich Jahn geführt wurde. Jahns Idee, am Turm ein Wienerwald-Logo anzubringen, scheiterte allerdings an der notwendigen Genehmigung.
1999 wurde der Turm für umfangreiche Sanierungen drei Monate geschlossen. Unter anderem wurde das Drehrestaurant neu gestaltet, die Aufzüge modernisiert, neue Sprinkleranlagen eingebaut und das Gitter der offenen Plattform erneuert.
Von 2004 bis 2021 beherbergte der Olympiaturm das Rockmuseum Munich und ein Fotostudio.
Am 5. April 2005 wurde die Spitze ausgetauscht, um mit einer neuen Antenne den Großraum München mit DVB-T zu versorgen. Dabei wuchs der Turm um 1,75 Meter. Die neue Antenne ist 19,2 Meter hoch und 6,2 Tonnen schwer. Die GFK-Zylinder wurden von einem Transporthubschrauber des Typs Kamow Ka-32-T in mehreren Etappen bis zur Spitze befördert. Im selben Jahr wurde auch der Antennenträger des Fernmeldeturms Nürnberg ersetzt und etwas erhöht, so dass seither der Olympiaturm gemessen an seiner Gesamthöhe knapp hinter dem Nürnberger Fernmeldeturm rangiert.
2006 wurde das Drehrestaurant von der Arena One GmbH übernommen, umgestaltet und im August 2007 unter dem Namen Restaurant 181 wiedereröffnet. Von 2009 bis 2014 wurde Otto Koch von der Catering-Gesellschaft als Patron eingesetzt, und das Restaurant wurde mit einem Michelin-Stern ausgezeichnet.
Ab Juni 2024 erfolgt eine zwei Jahre dauernde Generalsanierung, während der der Turm für die Öffentlichkeit geschlossen wird. Neben der gesamten Haustechnik und der Brandschutzeinrichtungen stehen auch die Erneuerung der Gastronomieküche sowie der Aufzüge auf der Aufgabenliste der 50 Millionen Euro teueren Maßnahme. Für die Zeit der Sperrung soll ein 70 m hoher Interimsaussichtsturm beim Eisstadion errichtet werden.

## Beschreibung

### Lage und Umgebung

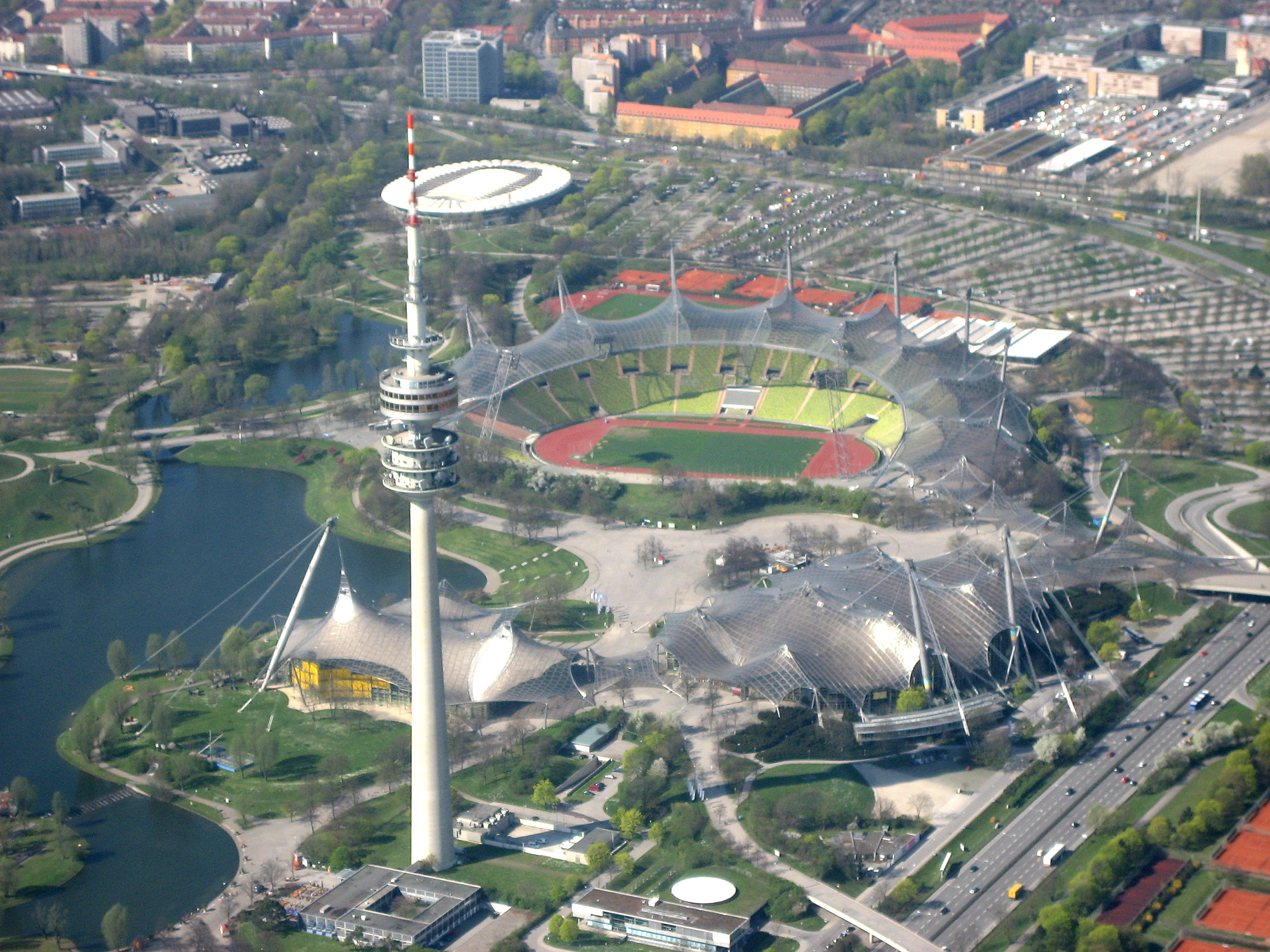
Luftbild von Turm, Stadion und Olympiapark

Der Olympiaturm befindet sich im östlichen Teil des Münchner Olympiaparks, der 1972 Austragungsort der XX. Olympischen Sommerspiele war und ein Teil des Oberwiesenfeldes ist, welches sich rund fünf Kilometer nördlich des Stadtzentrums befindet.
Westlich vom Turm stehen die Olympiahalle und die Schwimmhalle. In östlicher Nachbarschaft befinden sich die Eissporthalle und das Sea Life München. Nur wenige Meter südlich des Olympiaturms verläuft der künstlich angelegte Olympiasee. An der Nordseite verläuft der verkehrsreiche Georg-Brauchle-Ring, der das Olympiaareal von der BMW Welt trennt und mittels eines Stegs für Radfahrer und Fußgänger überbrückt ist.

### Architektur und Bautechnik

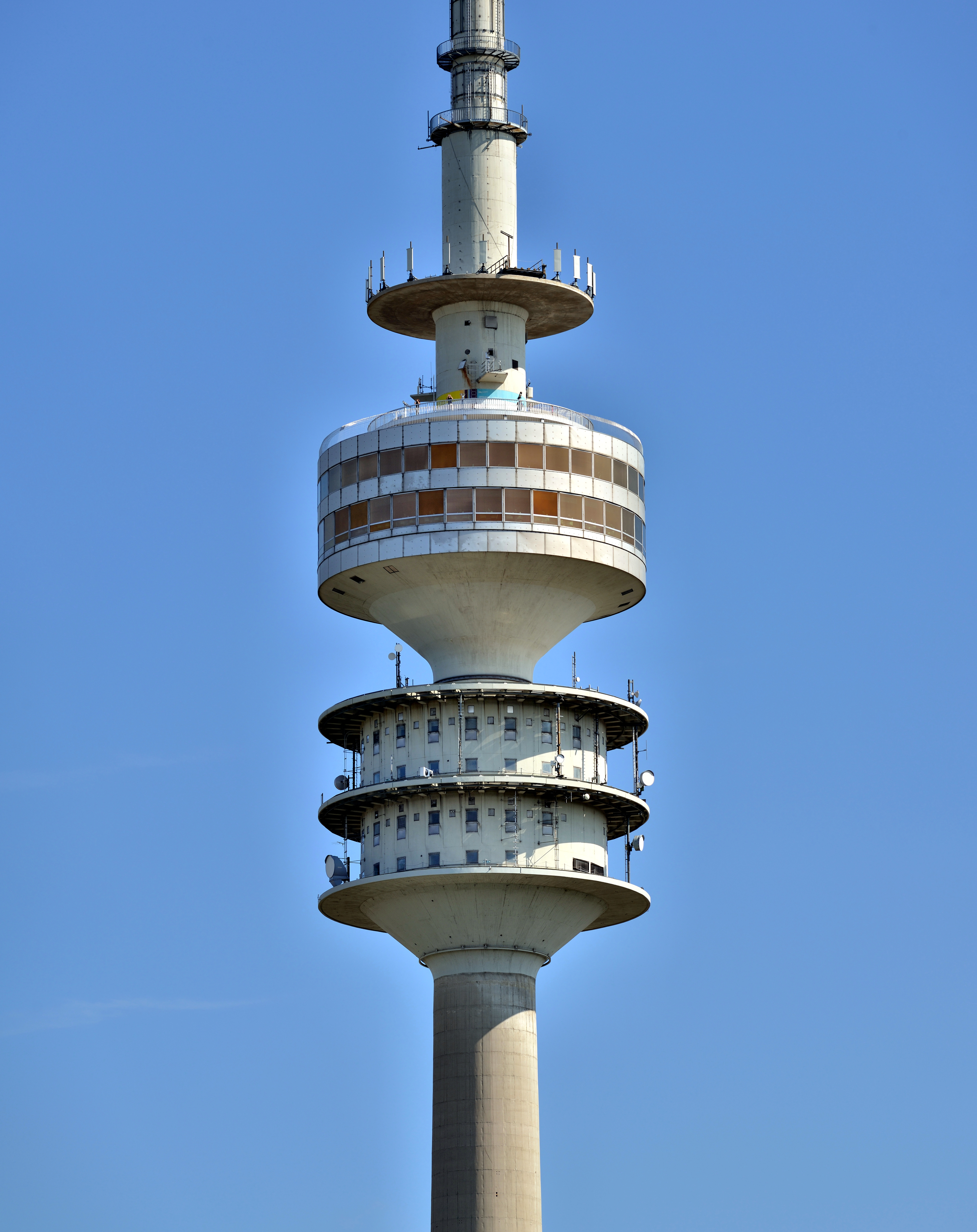
Die beiden Turmkörbe

Das tellerförmige Fundament reicht bis 12 Meter in die Tiefe, ist 40 Meter breit und 12.500 Tonnen schwer. Der Olympiaturm ist in Gleitschalbauweise errichtet. Zur Errichtung hoben hydraulische Hebevorrichtungen die Schalung stündlich um 10 cm bis 20 cm. Der Schwerpunkt des Turms liegt auf Grund der sich verschlankenden Form und der nach oben hin dünner werdenden Wände bei 50 Metern Höhe. Am Turmfuß befindet sich östlich des Turms ein rechteckiger Basisbau in Form eines Atriums mit einem Innenhof. Neben einem Restaurant und einem Souvenirladen ist dort der Zutritt für den Publikumsverkehr. Darüber hinaus sind im Atrium-Bau die Heizzentrale, die Starkstromversorgung, die lüftungstechnischen Einrichtungen, ein Batterie- und Gleichrichterraum, sanitäre Räume, Lagerräume, drei Betriebswohnungen und Büroräume untergebracht. Nach dem Kassenbereich führt ein überdachter Gang von diesem Basishaus zur Aufzugsanlage im Turm selbst.
Der Turmschaft weist am Fuß einen Durchmesser von 16,50 Meter auf, der sich bis zur Höhe von 145 Metern auf 8,60 Meter verjüngt. Die Wanddicke des Schaftes verjüngt sich von im Fußbereich 1,22 auf 0,30 Meter.

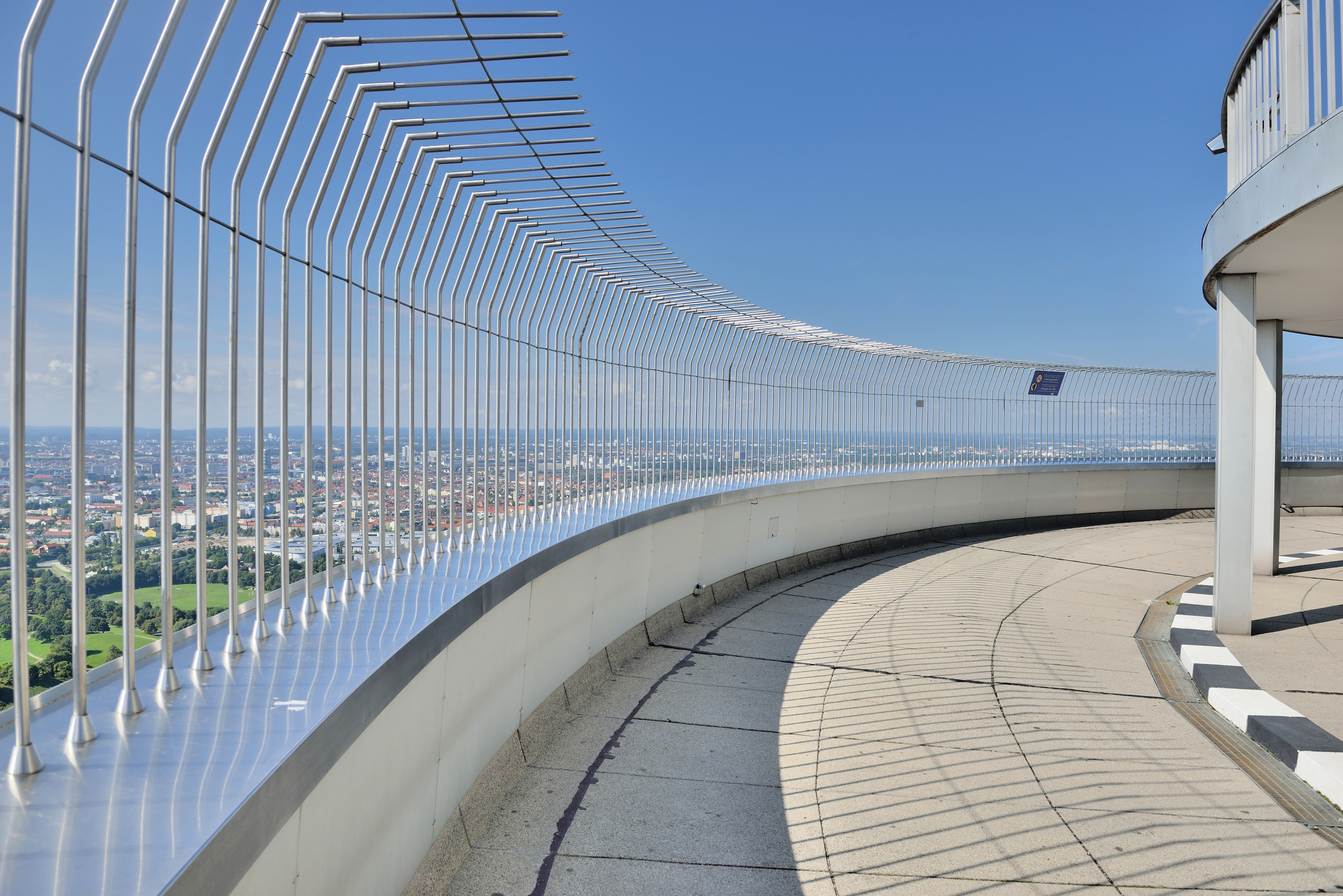
Die untere Freiluftplattform (A3)

Der Aussichtskorb mit einem Durchmesser von 28,30 Metern weist fünf Stockwerke auf. Diese gliedern sich von unten beginnend wie folgt:
- T: (178 m) – Betriebsgeschoss mit Drehkonstruktion für das darüber liegende Restaurant.
- A1: (182 m) – Drehrestaurant. Das Drehrestaurant vollzieht in 53 Minuten eine 360-Grad-Drehung.[22] Ab einer Windgeschwindigkeit von mehr als 80 km/h wird der Drehmechanismus automatisch abgeschaltet.
- A2: (185 m) – Aussichtsplattform mit dem Rockmuseum Munich, einer Dauerausstellung mit vielen seltenen Sammlerstücken der Rockgeschichte. Von Herbst bis Frühjahr veranstaltet das Rockmuseum regelmäßig Konzerte im Turm.
- A3: (189 m) – Offene Aussichtsplattform. Auf dieser Ebene befindet sich auch die Fensterputzgondel, die beim Einsatz hydraulisch über das Gitter gehievt wird.
- A4: (192 m) – Über zwei Außentreppen gelangt man von A3 auf die oberste Plattform.

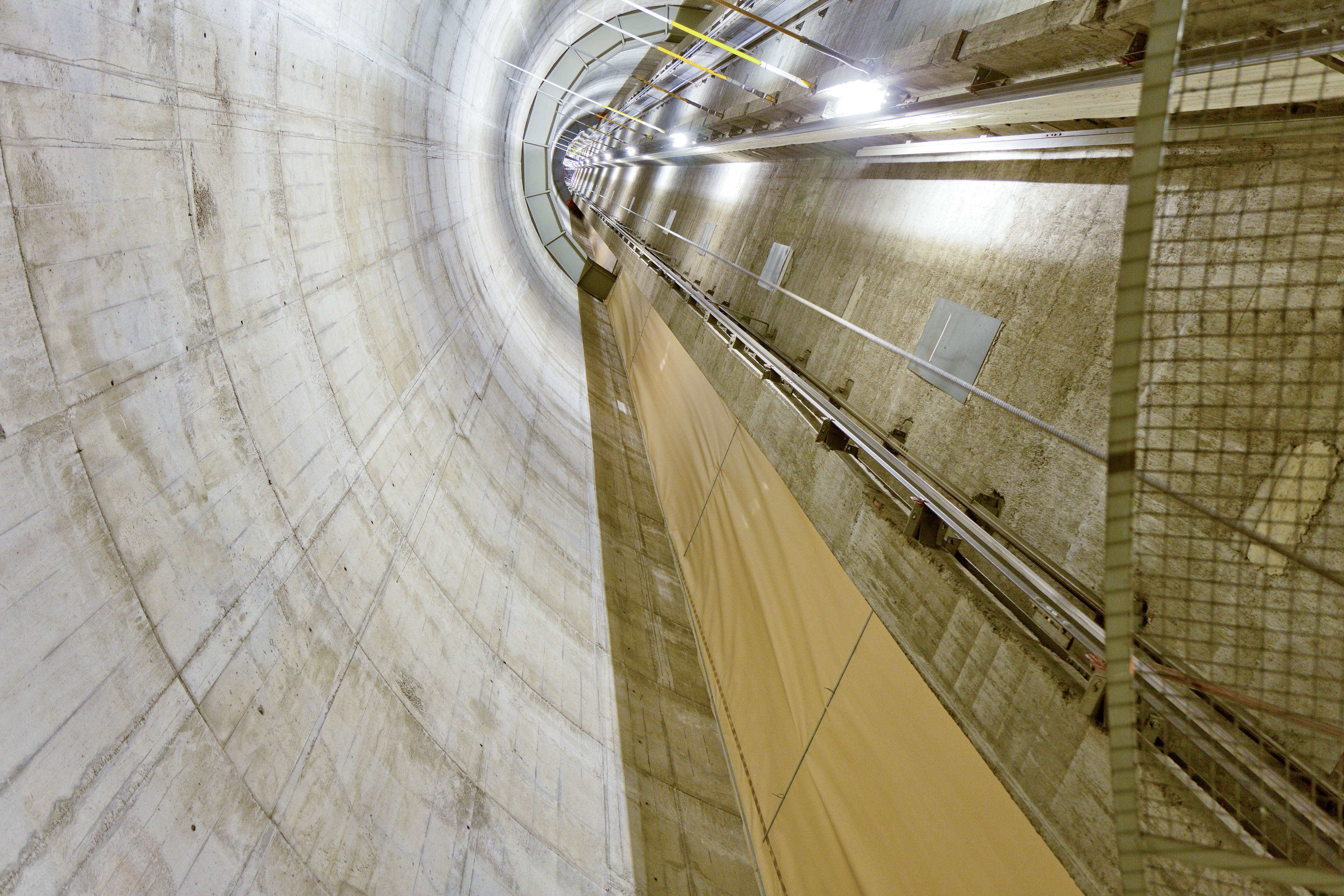
Blick ins Innere des Fahrstuhlschachtes

Der Turm ist mit einem Betriebsaufzug für Personen- und Lastenbeförderung ausgestattet, der mit einer Geschwindigkeit von 4 m/s fährt und eine Tragkraft von 8090 Newton aufweist. Darüber hinaus sind im Turm zwei Besucher-Aufzüge installiert, die mit einer Geschwindigkeit von 7 m/s fahren und pro Kabine bis zu 30 Personen fassen können. Beide sind mit einer modernen Kommunikationsanlage sowie einer Geschwindigkeitsanzeige für die Gäste ausgestattet. Die Fahrt mit einem Besucherlift zur Aussichtsplattform in 185 Meter Höhe dauert etwa 32 Sekunden. Zusätzlich zu den Aufzügen ist der Turm auch über das Treppenhaus zu besteigen. Das Treppenhaus besteht aus 1.230 Stufen bis zur Plattform auf 185 Metern Höhe, die allerdings nur bei Sonderveranstaltungen zugänglich sind und ansonsten nur im Notfall oder für Wartungen dienen.
Unterhalb des Aussichtskorbs befindet sich der sogenannte „Postkorb“ als baulicher und stilistisch eigenständiger Turmkorb. Er weist einen Durchmesser von 21,10 Metern auf und hat vier Geschosse, die sich zwischen 147,25 Metern und 167,70 Metern befinden. In ihm sind die Betriebsräume für den Richtfunksendedienst untergebracht wie auch Empfangseinrichtungen für Fernseh- und Rundfunkübertragungen. Aus der Kanzel kragen mit einer Ausladung von 3,60 Meter und einem gegenseitigen Abstand von 7,90 Meter drei Antennenplattformen. Die Betriebsräume und Antennenplattformen am Münchner Olympiaturm liegen unterhalb der Besucherkanzel, weil ansonsten eine zu große Aufstellhöhe der Antennen zu Überreichweiten und damit störenden Beeinflussungen im Richtfunknetz führen würde. Die Plattformen boten Platz für über 40 Hornparabol-, Muschel- und Parabolantennen. Aufgrund der veränderten technischen Möglichkeiten wird von diesen technischen Übertragungswegen deutlich weniger Gebrauch gemacht, so dass mittlerweile der Postkorb nur noch wenige Antennen trägt.

### Brandschutzeinrichtungen
Die Brandschutzvorrichtungen wurden in den letzten zwölf Jahren kontinuierlich ausgebaut. Auslöser dafür war der Turmbrand in Moskau am 27. August 2000. So wurden im Olympiaturm etwa 180 Türen gegen Brandschutztüren mit der Feuerwiderstandsklasse T90 ausgetauscht, viele Wände abgerissen und feuerfest neu erbaut. Innerhalb des Turms wurden durch feuerhemmende Planen Sektoren gebildet, die eine Ausbreitung des Brandes bremsen sollen. Auf eine Entrauchungsanlage wurde verzichtet, da damit zusätzliche Frischluft an den Brandherd geführt wird. Stattdessen steht die Luft im Turm unter leichtem Überdruck. Alle brennbaren Boden- und Wandbeläge wurden entfernt und eine Hochdrucklöschanlage installiert. Die Löschanlage produziert mit 50 Bar Druck einen feinen Wassernebel, der bei geringem Wasserbedarf schnell und effektiv Brände löschen soll.

## Rezeption und Nutzung

Olympiaturm-Briefmarke (1972)

Durch die unterschiedlichen funktionalen Ansätze der beiden Turmkörbe und der Aufteilung der architektonischen Gestaltung entstanden zwei wenig einheitlich wirkende Einheiten. Der Betriebskorb wurde vom Architekten der Oberpostdirektion München gestaltet; der obere Besucherkorb durch den Architekten Sebastian Rosenthal vom Hochbauamt der Stadt München. In der Anfangszeit wurde dieser Unterschied durch eine Vielzahl an Richtfunkantennen etwas kaschiert. Mittlerweile lassen sich die stark voneinander abweichenden architektonischen Ansätze deutlich erkennen. Erwin Heinle und Fritz Leonhardt, die „Väter des modernen Fernsehturms“, kritisierten diese Inhomogenität im Bauwerksbild und nannten sie sogar dem Rang einer Landeshauptstadt nicht entsprechend.
Der Olympiaturm wurde im Rahmen der ersten Blockausgabe Olympische Sommerspiele 1972 in München im selben Jahr von der Deutschen Bundespost dargestellt. Die Briefmarke (MiNr. 726) mit einer Auflage von 7.865.000 erhielt den höchsten Frankaturwert des Blocks mit 70 Pfennig zuzüglich 35 Pfennig Zuschlagswert und zeigt eine Grafik des Turms, der Teil einer Luftansicht des Olympiageländes ist.
Die in München ansässige und 1979 gegründete Sektion des Lions Club trägt den offiziellen Namen Lions Club München-Olympiaturm.
Neben der touristischen Nutzung und derer als Fernmelde- und Telekommunikationsturm dienten die insgesamt 1.230 Stufen des Olympiaturms seit 1993 einem jährlich im Oktober stattfindenden Treppenlaufwettbewerb, dem Olympiaturmlauf. Aus Mangel an Sponsoren fand er letztmals 2011 statt und wird aktuell nicht durchgeführt.
Die am 7. Mai 2006 erstausgestrahlte 630. Tatort-Episode Außer Gefecht spielt in verschiedenen Teilen des Olympiaturms. Neben dem Restaurant als Schauplatz blieb der Aufzug in 80 Metern Höhe stecken. Der Bayerische Rundfunk drehte den Film zu weiten Teilen am Turm selbst.
Vom Aussichtskorb des Turms aus bietet sich an klaren Tagen und Föhn eine gute Fernsicht auf die Stadt und ihre Umgebung. Im Norden ist der Domberg von Freising zu sehen. Im Süden sind die Zugspitze sowie auch weit entfernte Gipfel der Alpen wie beispielsweise der Olperer und der Hochfeiler, der in Tirol an der italienischen Grenze liegt, sichtbar.

## Sendeanlagen

### Rundfunk und Fernsehen
Aufgrund der Höhe des Bauwerks ist das Sendegebiet des Olympiaturms sehr groß. Es reicht bis in die südliche Oberpfalz, nach Niederbayern und Bayerisch-Schwaben. Im österreichischen Bundesland Tirol und im Salzburger Land sowie im
westlichen Oberösterreich ist der Sender mit guten Antennen zu empfangen. Sogar in den Südtiroler Alpen kann man vom Olympiaturm abgestrahlte Programme empfangen. Insgesamt versorgt der Sendebereich des Olympiaturms im Durchschnitt fünf bis sechs Millionen Zuschauer.
Die Hörfunkprogramme des Olympiaturms haben eine geringe Sendeleistung, sind aber wegen der Antennenhöhe schon bei leicht angehobenen Bedingungen in über 100 Kilometern Entfernung zu hören.
Die Frequenzen des Bayerischen Rundfunks für München kommen vom 25 km entfernten Sender Ismaning und vom 80 km südöstlich von München befindlichen Sender Wendelstein.

### Frequenzen und Programme

#### Analoges Radio (UKW)
Beim Antennendiagramm sind im Falle gerichteter Strahlung die Hauptstrahlrichtungen in Grad angegeben.
| Frequenz (in MHz) | Programm                                                                       | Senderlogo | RDS PS                                                                  | RDS PI    | Region | ERP (in kW) | Antennendiagramm rund (ND)/gerichtet (D) | Polarisation horizontal (H)/vertikal (V) |
| ----------------- | ------------------------------------------------------------------------------ | ---------- | ----------------------------------------------------------------------- | --------- | ------ | ----------- | ---------------------------------------- | ---------------------------------------- |
| 89,0              | Radio 2Day                                                                     |            | 2DAY__89                                                                | 101D      | −      | 0,32        | ND                                       | H                                        |
| 92,4              | Radio Horeb Radio Lora CRM Radio Feierwerk Münchner Kirchenradio Radio München |            | _Radio__/_Horeb__/_Leben__/mit_Gott _LORA___ __CRM___ FEIERWRK MUENCHEN | D01C D01D | −      | 0,32        | ND                                       | H                                        |
| 93,3              | Energy München                                                                 |            | _ENERGY_                                                                | 101A      | −      | 0,32        | ND                                       | H                                        |
| 95,5              | 95.5 Charivari                                                                 |            | _CHARI__                                                                | 101B      | −      | 0,32        | ND                                       | H                                        |
| 96,3              | Radio Gong 96.3                                                                |            | GONG96.3                                                                | 101E      | −      | 0,32        | ND                                       | H                                        |
| 101,3             | Antenne Bayern                                                                 |            | ANTENNE_                                                                | D318      | −      | 0,32        | ND                                       | H                                        |
| 107,2             | Klassik Radio                                                                  |            | KLASSIK_                                                                | D75B      | Bayern | 1           | ND                                       | H                                        |

#### Digitales Radio (DAB)
DAB+ wird in vertikaler Polarisation und im Gleichwellenbetrieb (auch SFN für die englische Bezeichnung Single Frequency Network) mit anderen Sendern ausgestrahlt. 
| Block                        | Programme (Datendienste) | ERP (kW) | Antennen- diagramm rund (ND)/ gerichtet (D) | Gleichwellennetz (SFN) |
| ---------------------------- | --- | -------- | ------------------------------------------- | --- |
| 5C DR Deutschland (D__00188) | DAB+ Block der Media Broadcast: - Absolut relax (72 kbps) - Dlf (104 kbps) - Dlf Kultur (112 kbps) - Dlf Nova (104 kbps) - DRadio DokDeb (48 kbps) - Energy Digital (72 kbps) - ERF Plus (64 kbps) - Klassik Radio (72 kbps) - Radio Bob (72 kbps) - Radio Horeb (48 kbps) - Radio Schlagerparadies (64 kbps) - Schwarzwaldradio (64 kbps) - sunshine live (72 kbps) - DRadio Daten (32 kbps Daten) - EPG Deutschland (16 kbps Daten) - TPEG (16 kbps Daten) - TPEG_MM (16 kbps Daten) | 10       | ND                                          | - Baden-Württemberg: Aalen, Baden-Baden (Fremersberg), Bad Mergentheim, Blauen, Brandenkopf, Donaueschingen, Feldberg im Schwarzwald, Freiburg (Vogtsburg-Totenkopf), Geislingen (Oberböhringen), Großerlach (Hohe Brach), Heidelberg (Königstuhl), Heilbronn (Schweinsberg), Hochrhein (Rickenbach), Hornisgrinde, Pforzheim (Schömberg-Langenbrand), Raichberg, Ravensburg (Höchsten), Reutlingen, Stuttgart (Frauenkopf), Ulm (Kuhberg) - Bayern: Amberg (Hirschau), Aschaffenburg (Pfaffenberg), Augsburg (Hotelturm), Bad Tölz (Gaißach), Bamberg (Geisberg), Büttelberg, Brotjacklriegel, Dillberg, Grünten, Herzogstand, Hochberg (Traunstein), Hoher Bogen, Inntal (Ebbs), Ingolstadt (Gelbelsee), Kreuzberg/Rhön, Landshut (Altdorf), München (Olympiaturm), Nennslingen (Büchelberg), Nürnberg, Oberammergau, Ochsenkopf, Passau, Pfänder, Pfaffenhofen, Pfarrkirchen, Pfronten, Regensburg (Hohe Linie), Unterringingen, Untersberg, Wendelstein (Bayrischzell), Würzburg (Frankenwarte) - Berlin: Berlin (Alexanderplatz), Berlin (Scholzplatz) - Brandenburg: Bad Belzig, Booßen, Brandenburg/Havel, Calau, Casekow, Cottbus, Eisenhüttenstadt, Petkus, Pritzwalk, Templin - Bremen: Bremen (Walle), Bremerhaven-Schiffdorf - Hamburg: Hamburg (Moorfleet), Hamburg (Heinrich-Hertz-Turm) - Hessen: Bad Hersfeld (Rimberg), Biedenkopf (Sackpfeife), Fulda (Hummelskopf), Frankfurt (Europaturm), Gelnhausen (Schnepfenkopf), Gießen (Dünsberg), Großer Feldberg, Hardberg, Hohe Wurzel, Hoher Meißner, Kassel (Habichtswald), Mainz-Kastel - Mecklenburg-Vorpommern: Garz (Rügen), Güstrow, Malchin, Neubrandenburg-Süd, Rostock (Toitenwinkel), Röbel, Schwerin (Zippendorf-Gr.Dreesch), Torgelow, Wismar/Rüggow, Züssow - Niedersachsen: Aurich-Popens, Braunschweig (Broitzem), Braunschweig (Drachenberg), Cuxhaven-Stadt, Dannenberg, Göttingen (Bovenden-Osterberg), Hannover (Telemax), Lingen, Lüneburg-Neu Wendhausen, Molbergen-Peheim, Osnabrück (Bramsche-Schleptruper Egge), Hildesheim (Sibbesse), Steinkimmen, Uelzen, Visselhövede, Wilhelmshaven - Nordrhein-Westfalen: Aachen (Karlshöhe), Bielefeld (Hünenburg), Bonn (Venusberg), Dortmund (Florianturm), Düsseldorf (Rheinturm), Eggegebirge, Herscheid, Hochsauerland (Hunau), Hürtgenwald-Großhau, Köln (Colonius), Langenberg, Lügde-Rischenau (Köterberg), Minden (Jakobsberg), Münster (Fernmeldeturm), Schöppingen, Siegen-Süd, Wesel - Rheinland-Pfalz: Bad Kreuznach (Schanzenkopf), Bad Marienberg (Westerwald), Bornberg, Daun (Eifel), Edenkoben (Kalmit), Heckenbach-Schöneberg (Ahrweiler), Idar-Oberstein, Kaiserslautern, Kettrichhof, Koblenz (Kühkopf), Trier (Petrisberg) - Saarland: Merzig-Merchingen, Saarbrücken (Schoksberg) - Sachsen: Chemnitz, Dresden, Geyer, Leipzig, Löbau, Neustadt, Oschatz, Schöneck, Zwickau Ost - Sachsen-Anhalt: Brocken, Burg, Dequede, Petersberg, Pettstädt (Weißenfels), Schneidlingen, Wittenberg - Schleswig-Holstein: Bungsberg, Flensburg, Heide, Helgoland, Hennstedt, Kiel (Kronshagen), Lübeck (Stockelsdorf), Schleswig, Niebüll (Süderlügum), Westerland (Sylt) - Thüringen: Bleßberg (Sonneberg), Erfurt-Hochheim, Gera, Inselsberg, Jena (Oßmaritz), Kulpenberg, Saalfeld (Remda), Lobenstein (Sieglitzberg), Weimar (Ettersberg) |
| 10A Obb/Schw (D__00354)      | DAB-Block der Bayern Digital Radio: - Bayern 1 (Schwaben) (96 kbps) - Bayern 1 (Mainfranken) (96 kbps) - BR24live (64 kbps, Mono) - Radio Teddy (72 kbps) - egoFM (72 kbps) - Arabella Bayern (96 kbps) - Rock Antenne Bayern (72 kbps) - BR EPG (8 kbps Daten) - BR News (8 kbps Daten) | 10       | ND                                          | - Oberbayern: Bad Tölz (Gaißach), Berchtesgaden (Jenner), Eichstätt, Fürstenfeldbruck (Schöngeising), Gelbelsee (Ingolstadt), Herzogstand (Fahrenbergkopf), Hochberg (Traunstein), Hohenpeißenberg, Inntal (Ebbs), Isen, München-Freimann, München-Ismaning, München (Olympiaturm), Neuötting, Oberammergau, Pfaffenhofen (Wolfsberg), Reit im Winkl, Untersberg, Tegernseer Tal (Wallberg), Wasserburg am Inn (Koblberg), Wendelstein (Bayrischzell) - Schwaben: Augsburg (Hotelturm), Augsburg (Welden), Balderschwang (Oberberg), Grünten, Hühnerberg, Kaufbeuren (geplant), Markt Wald, Memmingen, Pfänder (Vorarlberg), Pfronten (Breitenberg), Ulm (Kuhberg) |
| 11C München (D__99002)       | DAB-Block der Bayern Digital Radio: - Radio 2Day (80 kbps) - Digital Classix (80 kbps) - Gong 96.3 (80 kbps) - 95.5 Charivari (80 kbps) - Energy München (80 kbps) - Arabella München (80 kbps) - Top FM (80 kbps) - Radio München (80 kbps) - M94.5 (96 kbps) - LORA München (80 kbps) - Radio Feierwerk (80 kbps) - CRM 92,4 (80 kbps) - Münchner Kirchenradio (80 kbps) - Mega Radio Mix (80 kbps) - Radio Galaxy (80 kbps) - 089Kult (80 kbps)                                     | 4        | ND                                          | Fürstenfeldbruck (Schöngeising), Isen, München-Ismaning, München (Olympiaturm) |
| 11D Bayern (D__00165)        | DAB-Block des Bayerischen Rundfunks: - Bayern 1 (Oberbayern) (96 kbps) - Bayern 1 (Niederbayern/Oberpfalz) (96 kbps) - Bayern 1 (Franken) (96 kbps) - Bayern 2 (96 kbps) - Bayern 3 (96 kbps) - BR-Klassik (144 kbps) - BR24 (72 kbps, Mono) - BR Schlager (96 kbps) - Puls (96 kbps) - BR Heimat (128 kbps) - BR Verkehr (16 kbps, Mono) - Antenne Bayern (80 kbps) - BR EPG (8 kbps Daten) - ARD TPEG (24 kbps)                                                                      | 10       | ND                                          | - Unterfranken: Alzenau (Hahnenkamm), Burgsinn (Main-Spessart), Dettelbach, Ebern, Frammersbach (Sauerberg) (geplant), Gemünden, Hammelburg, Kreuzberg (Rhön), Miltenberg-Wenschdorf, Neustadt am Main, Obernburg am Main, Ostheim (Heidelberg), Pfaffenberg (Aschaffenburg), Schweinfurt (Schonungen), Volkach, Wertheim, Würzburg (Frankenwarte), Zeil am Main - Oberfranken: Bad Steben, Bamberg (Geisberg), Burgwindheim (geplant), Coburg (Eckardtsberg), Hof (Labyrinthberg), Kronach, Kulmbach, Ludwigsstadt (Ebersdorf), Ochsenkopf (Fichtelgebirge), Pegnitz - Mittelfranken: Ansbach (geplant), Büttelberg, Hesselberg, Hersbruck, Nürnberg (Fernmeldeturm), Rothenburg ob der Tauber, Treuchtlingen, Weißenburg - Oberpfalz: Altenstadt, Amberg (Hirschau), Amberg-Süd, Dillberg (Neumarkt), Fuchsmühl, Geigant, Hoher Bogen (Furth im Wald), Hohe Linie (Regensburg), Kallmünz (geplant), Pfreimd, Schönsee (Drechselberg), Weigendorf - Niederbayern: Brotjacklriegel, Deggendorf (Aletsberg), Dingolfing, Einödriegel, Kelheim, Landshut (Altdorf), Mainburg, Mallersdorf-Pfaffenberg, Oberfrauenwald, Passau (Kühberg), Pfarrkirchen, Rattenberg, Rotthalmünster, Viechtach (Weigelsberg) (geplant), Vilsbiburg - Schwaben: Augsburg (Hotelturm), Augsburg (Welden), Balderschwang (Oberberg), Grünten, Hühnerberg (Harburg), Kaufbeuren (geplant), Markt Wald, Memmingen, Pfänder (Vorarlberg), Pfronten (Breitenberg), Ulm (Kuhberg) - Oberbayern: Bad Tölz (Gaißach), Berchtesgaden (Jenner), Eichstätt, Fürstenfeldbruck (Schöngeising), Gelbelsee, Herzogstand (Fahrenbergkopf), Hochberg (Traunstein), Hohenpeißenberg, Inntal (Ebbs), Isen, München-Freimann, München-Ismaning, München (Olympiaturm), Neuötting, Oberammergau (Laber), Pfaffenhofen (Wolfsberg), Pfaffenhofen (BR), Reit im Winkl, Untersberg (Salzburg), Tegernseer Tal (Wallberg), Wasserburg am Inn (Koblberg), Wendelstein (Bayrischzell) |
| 12D Antenne DE (D__00008)    | DAB-Block von Antenne Deutschland: - 80s80s (72 kbps) - 90s90s (72 kbps) - Absolut Bella (72 kbps) - Absolut Germany (72 kbps) - Absolut HOT (72 kbps) - Absolut Oldie (72 kbps) - Absolut TOP (72 kbps) - AIDAradio (72 kbps) - Ballermann Radio (72 kbps) - Beats Radio (72 kbps) - Brillux Radio (72 kbps) - Nostalgie (72 kbps) - Oldie Antenne (72 kbps) - RTL Radio (72 kbps) - Rock Antenne (72 kbps) - Toggo Radio (72 kbps)                                                   | 10       | ND                                          | - Baden-Württemberg: Ulm (Kuhberg) - Bayern: Augsburg (Hotelturm), Landshut (Altdorf), München (Olympiaturm), Oberammergau, Passau, Wendelstein (Bayrischzell) |

#### Digitales Fernsehen (DVB-T2)
Die DVB-T2-Ausstrahlungen auf dem Olympiaturm laufen seit dem 29. März 2017 und sind im Gleichwellenbetrieb mit anderen Sendestandorten.
| Kanal | Frequenz (in MHz) | Multiplex         | Programme im Multiplex | ERP (in kW) | Antennen- diagramm rund (ND)/ gerichtet (D) | Polari- sation horizontal (H)/ vertikal (V) | Modulations- verfahren | FEC | Guard- intervall | Bitrate (in MBit/s) | SFN                                                                    |
| ----- | ----------------- | ----------------- | --- | ----------- | ------------------------------------------- | ------------------------------------------- | ---------------------- | --- | ---------------- | ------------------- | ---------------------------------------------------------------------- |
| 26    | 514               | Freenet TV Bayern | - Kabel Eins HD - ProSieben Maxx HD - ProSieben HD - Sat.1 Gold HD - Sat.1 HD Bayern - Sixx HD - Sport1 HD                                                                              | 100         | ND                                          | V                                           | 64-QAM                 | 2/3 | 1/16             | 27,6                | Wendelstein (Bayrischzell), Olympiaturm München                        |
| 30    | 546               | ARD regional (BR) | - ARD-alpha HD - BR Fernsehen Süd HD - HR-Fernsehen HD - MDR Thüringen HD - rbb Berlin HD/BR Fernsehen Nord HD 1) - SWR Fernsehen BW HD                                                 | 100         | ND                                          | V                                           | 64-QAM                 | 3/5 | 19/128           | 21,56               | Wendelstein (Bayrischzell), Olympiaturm München, Hochberg (Traunstein) |
| 31    | 554               | ARD Digital (BR)  | - Arte HD - Das Erste HD - One HD - Phoenix HD - tagesschau24 HD - NDR Fernsehen HD (Niedersachsen)                                                                                     | 100         | ND                                          | V                                           | 64-QAM                 | 3/5 | 19/128           | 21,56               | Wendelstein (Bayrischzell), Olympiaturm München, Hochberg (Traunstein) |
| 34    | 578               | ZDFmobil          | - 3sat HD - KiKA HD - ZDF HD - ZDFinfo HD - ZDFneo HD HbbTV - Freenet TV connect | 100         | ND                                          | V                                           | 64-QAM                 | 3/5 | 19/128           | 22                  | Wendelstein (Bayrischzell), Olympiaturm München, Hochberg (Traunstein) |
| 35    | 586               | Freenet TV Bayern | - n-tv HD - RTL HD - RTL Zwei HD - Nitro HD - Super RTL HD - RTLup HD - Vox HD | 100         | ND                                          | V                                           | 64-QAM                 | 2/3 | 1/16             | 27,6                | Wendelstein (Bayrischzell), Olympiaturm München                        |
| 48    | 690               | Freenet TV Bayern | - 123tv (FTA) - Bibel TV (FTA) - Disney Channel HD - DMAX HD - Eurosport 1 HD - Welt HD - Nickelodeon HD / CC +1 HD - VOXup HD - QVC (FTA) - QVC Zwei (FTA) - HSE (FTA) - Shop LC (FTA) | 100         | ND                                          | V                                           | 64-QAM                 | 2/3 | 1/16             | 27,6                | Wendelstein (Bayrischzell), Olympiaturm München                        |

  1)rbb Berlin außerhalb der Regionalzeiten des BR Fernsehens
Die Fernsehsender auf den Kanälen von Freenet TV werden mit Ausnahme von Bibel TV und der Teleshopping-Programme verschlüsselt verbreitet und sind nur entgeltlich empfangbar.

#### Analoges Fernsehen
Bis zur Umstellung auf DVB-T am 30. Mai 2005 wurden folgende Programme in analogem PAL gesendet:
| Kanal | Frequenz (MHz) | Programm                                   | ERP (kW) | Sendediagramm rund (ND)/ gerichtet (D) | Polarisation horizontal (H)/ vertikal (V) |
| ----- | -------------- | ------------------------------------------ | -------- | -------------------------------------- | ----------------------------------------- |
| 24    | 495,25         | RTL (München)                              | 1        | ND                                     | H                                         |
| 27    | 519,25         | DSF                                        | 1        | ND                                     | H                                         |
| 35    | 583,25         | ZDF                                        | 200      | ND                                     | H                                         |
| 37    | 599,25         | Tele 5                                     | 2,5      | ND                                     | H                                         |
| 40    | 623,25         | RTL II                                     | 1        | ND                                     | H                                         |
| 45    | 663,25         | ProSieben                                  | 1        | ND                                     | H                                         |
| 51    | 711,25         | tv.münchen                                 | 1        | ND                                     | H                                         |
| 56    | 751,25         | Bayerisches Fernsehen (Schwaben/Altbayern) | 200      | ND                                     | H                                         |
| 59    | 775,25         | Sat.1 (Bayern)                             | 1        | ND                                     | H                                         |

#### DVB-T
Bis zur Umstellung auf DVB-T2 wurden folgende Programme im Vorgängerstandard DVB-T gesendet:
| Kanal | Frequenz (in MHz) | Multiplex                                   | Programme im Multiplex | ERP (in kW) | Antennen- diagramm rund (ND)/ gerichtet (D) | Polari- sation horizontal (H)/ vertikal (V) | Modulations- verfahren | FEC | Guard- intervall | Bitrate (in MBit/s) | SFN                                                                    |
| ----- | ----------------- | ------------------------------------------- | --- | ----------- | ------------------------------------------- | ------------------------------------------- | ---------------------- | --- | ---------------- | ------------------- | ---------------------------------------------------------------------- |
| 34    | 578               | Gemischt privat München 2 (Media Broadcast) | - Sat.1 Gold - ProSieben Maxx - Tele 5 - Eurosport 1                                                                                    | 100         | ND                                          | V                                           | 16-QAM (8k-Modus)      | 2/3 | 1/4              | 13,27               | Wendelstein (Bayrischzell), Olympiaturm München                        |
| 35    | 586               | ZDFmobil                                    | - ZDF - 3sat - ZDFinfo - KiKA (6–21 Uhr) / ZDFneo (21–6 Uhr)                                                                            | 100         | ND                                          | V                                           | 16-QAM (8k-Modus)      | 2/3 | 1/4              | 13,27               | Wendelstein (Bayrischzell), Olympiaturm München, Hochberg (Traunstein) |
| 48    | 690               | ProSiebenSat.1 Media Bayern                 | - ProSieben - Sat.1 (Bayern) - Kabel Eins - N24                                                                                         | 100         | ND                                          | V                                           | 16-QAM (8k-Modus)      | 2/3 | 1/4              | 13,27               | Wendelstein (Bayrischzell), Olympiaturm München                        |
| 52    | 722               | Gemischt privat München (Media Broadcast)   | - Sixx - München TV - ManouLenz.TV - HSE24 - multithek (HbbTV-Dienst mit mehreren Streams)                                              | 100         | ND                                          | V                                           | 16-QAM (8k-Modus)      | 2/3 | 1/4              | 13,27               | Wendelstein (Bayrischzell), Olympiaturm München                        |
| 54    | 738               | ARD Digital (BR)                            | - Das Erste (BR) - Arte - Phoenix - One                                                                                                 | 100         | ND                                          | V                                           | 16-QAM (8k-Modus)      | 2/3 | 1/4              | 13,27               | Wendelstein (Bayrischzell), Olympiaturm München, Hochberg (Traunstein) |
| 56    | 754               | ARD regional (BR) Südbayern                 | - Bayerisches Fernsehen (Schwaben/Altbayern) - ARD-alpha - SWR Fernsehen (Baden-Württemberg) - tagesschau24 - Datendienst BR-Newsticker | 100         | ND                                          | V                                           | 16-QAM (8k-Modus)      | 2/3 | 1/4              | 13,27               | Wendelstein (Bayrischzell), Olympiaturm München, Hochberg (Traunstein) |

#### Amateurfunk
Auf dem Olympiaturm befinden sich mehrere Relaisstationen für den Amateurfunkdienst, die auf Grund der hohen Lage der Antennen in rund 200 m über Grund exzellente Verbindungen für die Funkamateure in München und Umgebung sichern. Die Reichweite beträgt bis zu 130 km und erstreckt sich auf ganz Südbayern bis nach Österreich. Auf 70 cm über die Relais DB0EL mit EchoLink sowie über das DMR und D-STAR Relais mit dem Rufzeichen DB0TVM kann man Gespräche mit der ganzen Welt führen.
Im Einzelnen befinden sich folgende Installationen im Betrieb:
| Relaistyp       | Rufzeichen | Band        | Ausgabefrequenz                            | Eingabefrequenz                            | Sonstiges                                                                                     |
| --------------- | ---------- | ----------- | ------------------------------------------ | ------------------------------------------ | --------------------------------------------------------------------------------------------- |
| FM-Relais       | DB0EL      | 70 cm       | 439,275 MHz                                | 431,675 MHz                                | mit Echolink-Gateway (Nodenummer: 7385)                                                       |
| FM-Relais       | DB0EL      | 23 cm       | 1298,200 MHz                               | 1270,200 MHz                               |                                                                                               |
| APRS-Digipeater | DB0EL      | 2 m         | 144,800 MHz                                | 144,800 MHz                                |                                                                                               |
| D-STAR-Relais   | DB0TVM     | 70 cm       | 439,575 MHz                                | 431,975 MHz                                |                                                                                               |
| DMR-Relais      | DB0TVM     | 70 cm       | 439,800 MHz                                | 430,400 MHz                                | DMRPlus-Netzwerk (Hytera)                                                                     |
| HAMNET-Standort | DB0TVM     | 6 cm, 13 cm | User-Zugänge: 2327 MHz, 2332 MHz, 5685 MHz | User-Zugänge: 2327 MHz, 2332 MHz, 5685 MHz | Linkstrecken nach DB0ZM (Studentenstadt Freimann), DB0PUC (Puchheim) und DB0DAH (Schmarnzell) |

Des Weiteren wird der Turm auch von anderer Betreibern verwendet, etwa Feratel (Wetterpanorama-Richtfunkstrecken), und Mobilfunk (LTE/5G) abgestrahlt; u. a. wurde eine der ersten UHS-Anlagen von E-Plus auf dem Olympiaturm installiert.